# Ron Blaauw (kok)
Ron Blaauw (Hoorn, 7 september 1967) is een Nederlands chef-kok en televisiepersoonlijkheid.

## Biografie
Blaauw groeide op in Hoorn. Na zijn middelbare school ging hij werken als kok bij het sterrenrestaurant De Kersentuin in Amsterdam onder leiding van topkok Jon Sistermans. Hij werkte zich hier op tot sous-chef. In 2009 ontving hij de erkenning beste Restaurateur/ondernemer 2009 van GaultMillau. In juni 2010 werd Ron Blaauw benoemd tot SVH-meesterkok.
Blaauw heeft een uitgesproken mening over de waardering van restaurants. Hij vindt dat de prestaties van de keuken daarbij voorop dienen te staan en dat de beoordeling van ambiance en personeel ondergeschikt hoort te zijn.

## Televisie
Blaauw was in 2009 onderdeel van de finalejury in RTL-programma Topchef. In 2012 zat Blaauw in de jury van SBS6-programma Junior MasterChef. In 2020 was hij ook voor SBS6 onderdeel van het televisieprogramma Restaurant Misverstand, waarin hij samen met Johnny de Mol en Alzheimer Nederland een restaurant opstart waar mensen met dementie werken, om aandacht te vragen voor het onderwerp. Zijn eigen vader leed ook aan dementie.

## Restaurants en samenwerkingen
Van 2011 tot 2013 was Blaauw chef-kok in zijn naar hem vernoemde twee Michelinsterren restaurant Ron Blaauw Amsterdam. Blaauw is ook culinair directeur van een bedrijf dat meerdere restaurants beheert. Daarnaast heeft hij de culinaire leiding over Bridges Restaurant Amsterdam, het restaurant van Sofitel Legend The Grand Amsterdam. In november 2012 heeft Blaauw Blaauw On Fifth geopend. Het restaurant ontleent zijn naam aan de ligging op de vijfde etage van het hoofdgebouw van de ArenA, het thuisstadion van Ajax.

In maart 2013 werd bekend dat Blaauw zijn restaurant Ron Blaauw zou sluiten. Hij opende op dezelfde locatie op 4 april 2013 een eenvoudiger restaurant, Ron Gastrobar. Hij leverde er zijn sterren voor in, maar wist met het nieuwe restaurant binnen enkele maanden weer een Michelinster te verkrijgen. Begin 2014 opende Blaauw in Amsterdam hotdogrestaurant The Fat Dog. Op 1 juni 2015 volgde restaurant Ron Gastrobar Oriental in Amsterdam. In het voorjaar van 2016 zou hij een Indonesische Gastrobar openen in Ouderkerk aan de Amstel. In datzelfde jaar volgde Ron Gastrobar Paris in Amsterdam, dat in 2018 werd gesloten en te koop werd aangeboden.
- International Standard Name Identifier: 0000 0003 6904 1882
- Nederlandse Thesaurus van Auteursnamen: 218142307
- Virtual International Authority File: 285451996
- WorldCat: E39PBJfGR9C7QdrB6cvPFqdWjC